# فيديريكو هرنانديز دي ليون
فيديريكو هرنانديز دي ليون هو مؤرخ وصحفي وسياسي غواتيمالي، ولد في 4 مارس 1883 في كويتزالتنانغو في غواتيمالا، وتوفي في 1959 في مدينة غواتيمالا في غواتيمالا.